# Constanta Airline
Constanta Airline — частная компания, зарегистрированный и сертифицированный авиаоператор, где работает более 250 сотрудников.

## История

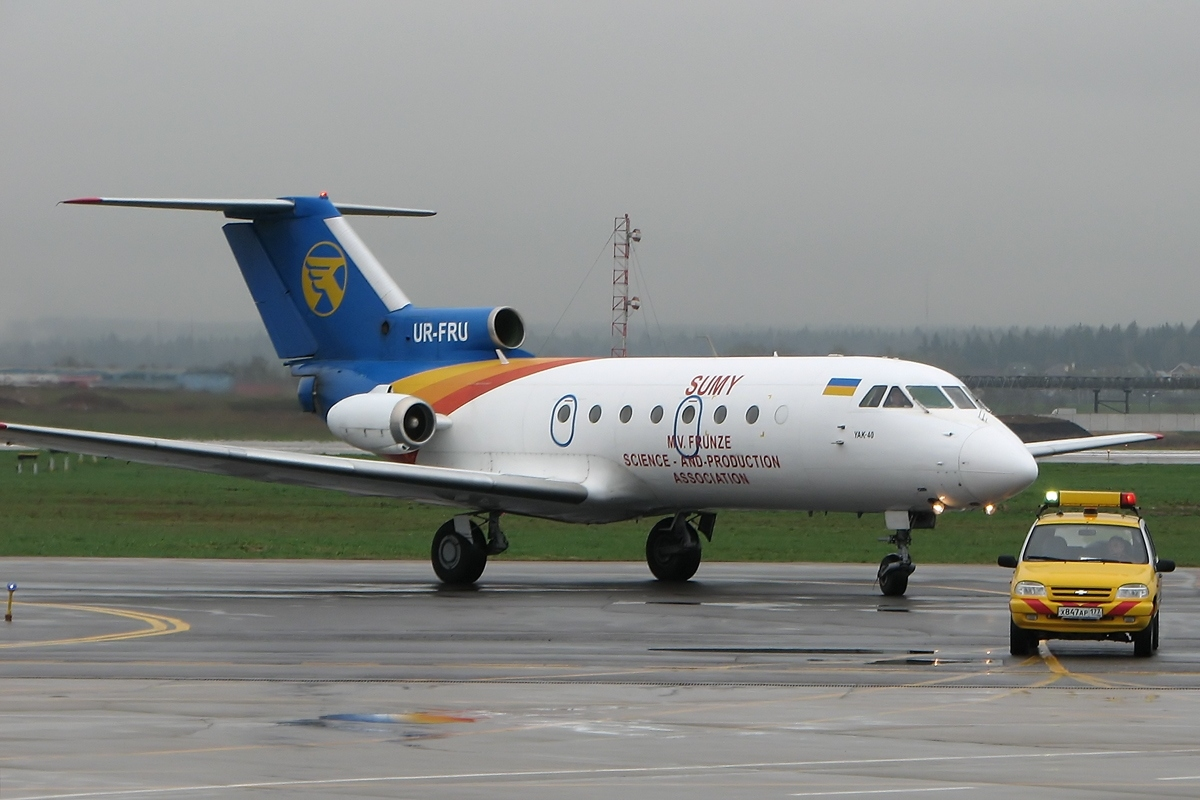
Як-40 в аэропорту Внуково

Константа была основана в 1998 году в Запорожье. В 2016 году её парк пополнился самолётами Антонов Ан-26 и
Ан-26-100.
После получения регистраций в ООН, как авиаперевозчика и EASA TCO, как уполномоченного оператора в 2019 году, Константа значительно расширила свою клиентскую базу и спектр авиационных услуг в поддержку Организации Объединённых Наций, Всемирной продовольственной программы, а также различных государственных и коммерческих организаций.

## Флот
По состоянию на 2021 год Константа оперирует самолётами типа Ан-26 и Ан-28:

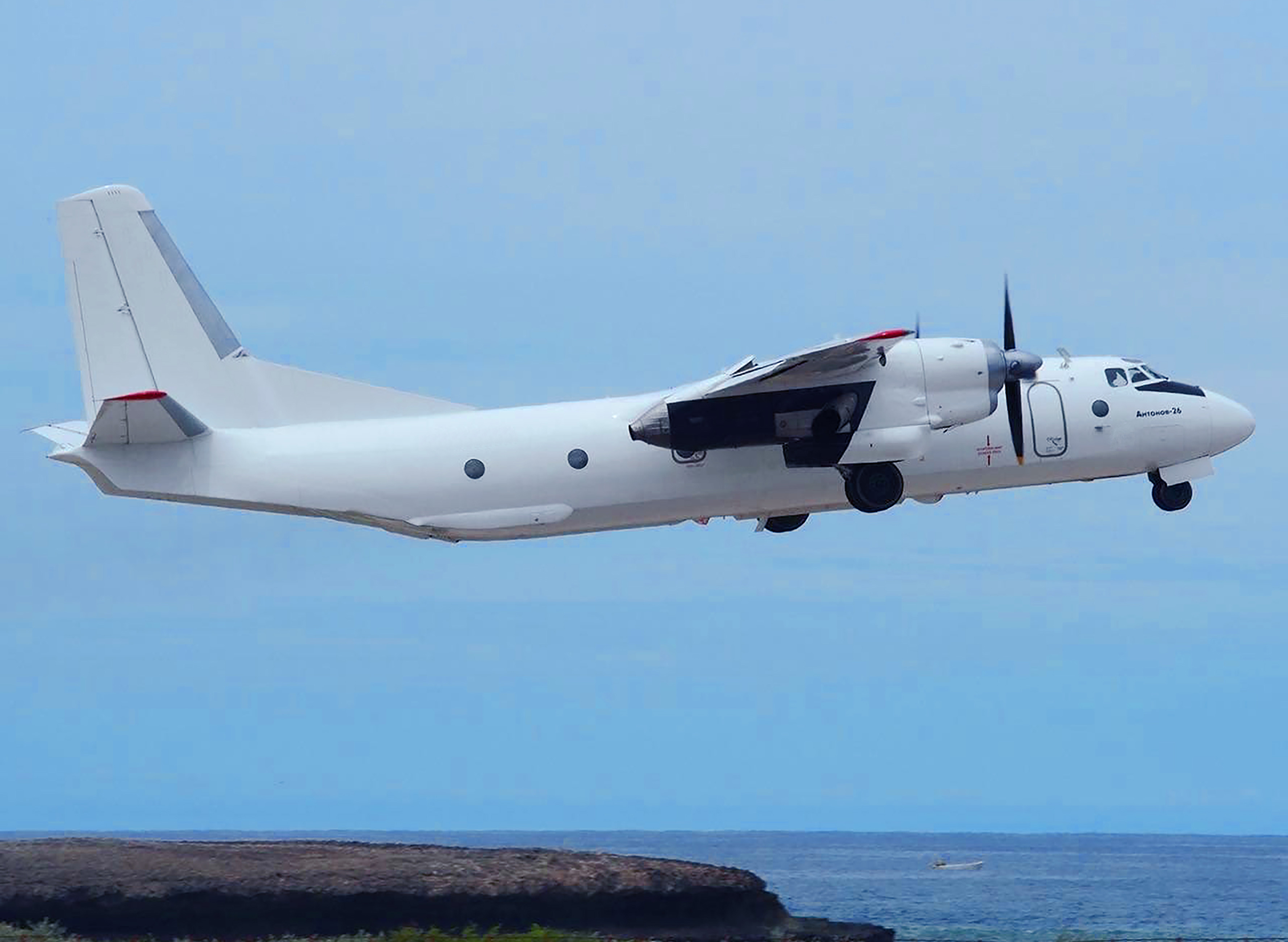
Ан-26

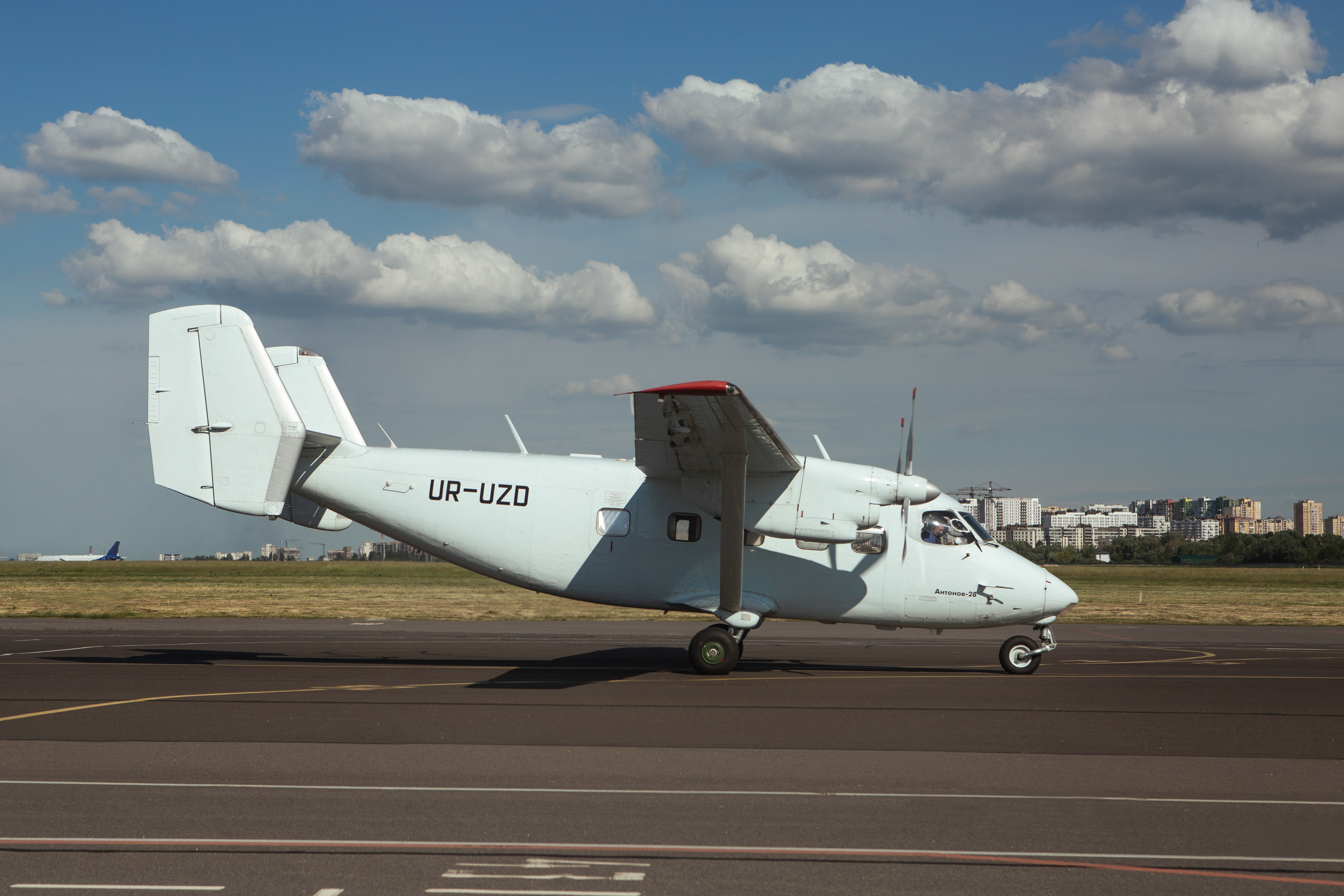
Ан-28

## Услуги
- перевозка автомобилей и другой техники;
- воздушная медицинская эвакуация;
- перевозки грузов и пассажиров;
- транспортировка топлива и опасных материалов